# Rajd Ypres 2010
Rezultaty Rajdu Ypres (46. Belgium Geko Ypres Rally 2010), eliminacji Intercontinental Rally Challenge w 2010 roku, który odbył się w dniach 24 czerwca - 26 czerwca. Była to szósta runda IRC w tamtym roku oraz trzecia asfaltowa, a także czwarta w mistrzostwach Europy i piąta w mistrzostwach Belgii. Bazą rajdu było miasto Ypres. Zwycięzcami rajdu została belgijska załoga Freddy Loix i Fréderic Miclotte jadąca Škodą Fabią S2000. Wyprzedzili oni Czechów Jana Kopeckiego i Petra Starego, także jadących Škodą Fabią S2000 oraz belgijsko-francuską załogę Thierry'ego Neuville'a i Nicolasa Klingera w Peugeocie 207 S2000.
Rajdu nie ukończyło 50 kierowców. Brytyjczyk Kris Meeke (Peugeot 207 S2000) miał wypadek na 8. oesie, a Fin Juho Hänninen (Škoda Fabia S2000) na 4. oesie. Na 4. oesie odpadł również Australijczyk Chris Atkinson (Proton Satria Neo S2000), który miał awarię silnika. Na 12. oesie wycofał się Japończyk Toshihiro Arai (Subaru Impreza STi N15), który doznał uszkodzenia wału napędowego. Z kolei na 19. oesie odpadł Belg Patrick Snijers (Peugeot 207 S2000), który miał awarię silnia. Na 5. oesie Czech Antonín Tlusťák (Škoda Fabia S2000) zrezygnował z dalszej jazdy na skutek awarii skrzyni biegów. Z powodu wypadków rajdu nie ukończyli: Belg Pieter Tsjoen (Peugeot 207 S2000, na 7. oesie), Francuz Stéphane Sarrazin (Peugeot 207 S2000, na 1. oesie), Brazylijczyk Daniel Oliveira (Peugeot 207 S2000, na 7. oesie) i Turczynka Burcu Cetinkaya (Peugeot 207 S2000, na 14. oesie). Do mety rajdu z różnych powodów nie dojechali również: Polak Kajetan Kajetanowicz (Subaru Impreza STi N15, 2. oes), Brytyjczyk Alister McRae (Proton Satria Neo S2000, awaria silnika na 5. oesie), Belgijka Melisa Debackere (Peugeot 207 S2000, 1. oes) czy Holender Mark van Eldik (Škoda Fabia S2000, 18. oes).

## Klasyfikacja ostateczna
| Miejsce                              | Zawodnik                 | Pilot                    | Samochód                 | Czas                     | Strata                   | Punkty                   |
| IRC (punktowane pozycje)             | IRC (punktowane pozycje) | IRC (punktowane pozycje) | IRC (punktowane pozycje) | IRC (punktowane pozycje) | IRC (punktowane pozycje) | IRC (punktowane pozycje) |
| ------------------------------------ | ------------------------ | ------------------------ | ------------------------ | ------------------------ | ------------------------ | ------------------------ |
| 1.                                   | Freddy Loix              | Fréderic Miclotte        | Škoda Fabia S2000        | 2:35:36.9                |                          | 10                       |
| 2.                                   | Jan Kopecký              | Petr Starý               | Škoda Fabia S2000        | 2:35:58.3                | +21.4                    | 8                        |
| 3.                                   | Thierry Neuville         | Nicolas Klinger          | Peugeot 207 S2000        | 2:37:42.4                | +2:05.5                  | 6                        |
| 4.                                   | Bernd Casier             | Francis Caesemaeker      | Škoda Fabia S2000        | 2:39:38.5                | +4:01.6                  | 5                        |
| 5.                                   | Andreas Mikkelsen        | Ola Fløene               | Ford Fiesta S2000        | 2:40:57.8                | +5:20.9                  | 4                        |
| 6.                                   | Bruno Magalhães          | Carlos Magalhães         | Peugeot 207 S2000        | 2:41:43.1                | +6:06.2                  | 3                        |
| 7.                                   | Michał Sołowow           | Maciej Baran             | Ford Fiesta S2000        | 2:43:01.4                | +7:24.5                  | 2                        |
| 8.                                   | Luca Betti               | Pierangelo Scalvini      | Peugeot 207 S2000        | 2:45:14.5                | +9:37.6                  | 1                        |
| Mistrzostwa Europy                   |                          |                          |                          |                          |                          |                          |
| 1. (2.)                              | Jan Kopecký              | Petr Starý               | Škoda Fabia S2000        | 2:35:58.3                |                          | 39                       |
| 2. (7.)                              | Michał Sołowow           | Maciej Baran             | Ford Fiesta S2000        | 2:43:01.4                | +7:03.1                  | 28                       |
| 3. (8.)                              | Luca Betti               | Pierangelo Scalvini      | Peugeot 207 S2000        | 2:45:14.5                | +9:16.2                  | 20                       |
| 4. (9.)                              | Corrado Fontana          | Nicola Arena             | Peugeot 207 S2000        | 2:45:29.9                | +9:31.6                  |                          |
| 5. (10.)                             | Maciej Oleksowicz        | Andrzej Obrębowski       | Ford Fiesta S2000        | 2:46:15.9                | +10:17.6                 |                          |
| 6. (27.)                             | Mathieu Biasion          | Philippe Coquard         | Renault Clio R3          | 2:57:36.6                | +21:38.3                 |                          |
| Mistrzostwa Belgii (pierwsza trójka) |                          |                          |                          |                          |                          |                          |
| 1. (1.)                              | Freddy Loix              | Fréderic Miclotte        | Škoda Fabia S2000        | 2:35:36.9                |                          |                          |
| 2. (3.)                              | Thierry Neuville         | Nicolas Klinger          | Peugeot 207 S2000        | 2:37:42.4                | +2:05.5                  |                          |
| 3. (4.)                              | Bernd Casier             | Francis Caesemaeker      | Škoda Fabia S2000        | 2:39:38.5                | +4:01.6                  |                          |

## Zwycięzcy odcinków specjalnych
| Dzień      | Odcinek | G. rozp. | Nazwa                | Długość | Zwycięzca   | Czas    | Lider rajdu |
| ---------- | ------- | -------- | -------------------- | ------- | ----------- | ------- | ----------- |
| 1 (25 CZE) | SS1     | 16:29    | Hollebeke 1          | 28.82km | Kris Meeke  | 15:49.4 | Kris Meeke  |
| 1 (25 CZE) | SS2     | 17:20    | Westouter 1          | 6.04km  | Freddy Loix | 3:34.3  | Kris Meeke  |
| 1 (25 CZE) | SS3     | 18:00    | Mesen – Sauvegarde 1 | 14.80km | Freddy Loix | 7:58.2  | Freddy Loix |
| 1 (25 CZE) | SS4     | 20:06    | Hollebeke 2          | 28.82km | Freddy Loix | 15:40.4 | Freddy Loix |
| 1 (25 CZE) | SS5     | 20:57    | Westouter 2          | 6.04km  | Kris Meeke  | 3:31.8  | Freddy Loix |
| 1 (25 CZE) | SS6     | 21:37    | Mesen – Sauvegarde 2 | 14.80km | Freddy Loix | 7:56.3  | Freddy Loix |
| 2 (26 CZE) | SS7     | 11:13    | Proven-Vleteren 1    | 14.80km | Kris Meeke  | 7:21.9  | Freddy Loix |
| 2 (26 CZE) | SS8     | 11:31    | Watou 1              | 12.33km | Freddy Loix | 6:40.3  | Freddy Loix |
| 2 (26 CZE) | SS9     | 12:12    | Kemmelberg 1         | 9.06km  | Freddy Loix | 4:55.6  | Freddy Loix |
| 2 (26 CZE) | SS10    | 13:41    | Langemark 1          | 18.84km | Jan Kopecký | 9:48.4  | Freddy Loix |
| 2 (26 CZE) | SS11    | 14:16    | Dikkebus 1           | 11.32km | Jan Kopecký | 6:03.6  | Freddy Loix |
| 2 (26 CZE) | SS12    | 14:43    | Heuvelland 1         | 28.80km | Jan Kopecký | 14:59.7 | Freddy Loix |
| 2 (26 CZE) | SS13    | 15:56    | Lille-Eurométropole  | 1.66km  | Jan Kopecký | 1:17.5  | Freddy Loix |
| 2 (26 CZE) | SS14    | 18:13    | Proven-Vleteren 2    | 14.80km | Jan Kopecký | 7:21.7  | Freddy Loix |
| 2 (26 CZE) | SS15    | 18:31    | Watou 2              | 12.33km | Freddy Loix | 6:40.1  | Freddy Loix |
| 2 (26 CZE) | SS16    | 19:12    | Kemmelberg 2         | 9.06km  | Freddy Loix | 4:53.7  | Freddy Loix |
| 2 (26 CZE) | SS17    | 20:41    | Langemark 2          | 18.84km | Freddy Loix | 9:47.5  | Freddy Loix |
| 2 (26 CZE) | SS18    | 21:16    | Dikkebus 2           | 11.32km | Jan Kopecký | 6:03.2  | Freddy Loix |
| 2 (26 CZE) | SS19    | 21:43    | Heuvelland 2         | 28.80km | Jan Kopecký | 14:54.7 | Freddy Loix |